# Safri Duo
Safri Duo er en dansk percussion-duo bestående af Uffe Savery og Morten Friis, heraf navnet, der er en sammentrækning af Savery og Friis. Duoen mødte hinanden som drenge i Tivoligarden og senere på det Det Kongelige Danske Musikkonservatorium hvor de begge studerede til percussionister, og blev dannet i 1989. Duoen begyndte som klassisk ensemble, og stod bl.a. for slagtøjssektionen på Carmina Burana, som Sankt Annæ Gymnasiekor var på turne med i 1989-90. Dette gymnasium havde Uffe Savery selv gået på 1982-1985. I foråret 1991 optrådte Safari Duo og Sankt Annæ Gymnasiekor med Carmina Burana i Musikhuset Aarhus sammen med de syv Aarhus-gymnasiers fælleskor. Duoen opnåede at blive statsensemble fra 1996-99. I perioden 1990-98 udgav de adskillige albums med ny musik for slagtøj samt transskriptioner af klassisk musik. Disse udgivelser solgte samlet 30.000 eksemplarer på verdensplan.
I 2000 kastede Safri Duo sig over trance- og dancemusikken, og udgav i  21. august  2000 singlen "Played-A-Live (The Bongo Song)", der var produceret af den danske tranceproducer Michael Parsberg. Singlen blev første gang spillet til Love Parade i Berlin, og efterfølgende blev Safri Duo inviteret til at optræde på festøen Ibiza af den toneangivende engelske dj Judge Jules. I januar 2001 udkom singlen i resten af Europa, hvor den blev et stort hit. Gruppen optrådte i 2001 som én af de få danske artister nogensinde i det britiske musik-show Top of the Pops. Samme år vandt Safri Duo Best Nordic Act ved MTV Europe Music Awards. Safri Duo vandt prisen som Årets danske klubhit ved Danish Music Awards 2001, og i 2002 hele syv priser heriblandt for Årets danske hit. Singlen endte med at sælge over 1,1 millioner eksemplarer på verdensplan. "Played-A-Live" blev fulgt op af albummet Episode II, der blev det bedst sælgende album i Danmark i 2001, og endte med at sælge over 160.000 eksemplarer. Samlet solgte Episode II en million eksemplarer internationalt.  Til Danish Dance Awards i 2002 vandt albummet prisen som "Årets Danske Dance Club Album", mens "Baya Baya" vandt prisen som "Årets Danske Dance Video". Safri Duo vandt "Årets Danske Dance Producer", "Dancechart.dk-prisen" og "Folkets Pris	". Albummet blev senere genudsendt i en ny version, der bl.a. indeholdt en genindspilning af "Sweet Freedom" med Michael McDonald.
Ved Eurovision Song Contest 2001 i København optrådte Safri Duo sammen med Aqua.
Safri duo akkompagnerede Jean-Michel Jarre ved koncerten AERO i Nordjylland den 7. september 2002.
Safri Duo udgav i 2003 det ligeledes dance-inspirerede album 3.0, der solgte en halv million eksemplarer på verdensplan. Førstesinglen "Fallin' High" blev nummer ét på den danske hitliste.
Den 17. november 2008 sendte Safri Duo deres nyeste album Origins på gaden, hvor de bl.a. har samarbejdet med den senegalesiske sanger Youssou N'Dour.
Den 7. maj 2010 udgav Safri Duo singlen "Helele" med den sydafrikanske sangerinde Velile Mchunu, som forløber for udgivelsen af et Greatest Hits album der udkom den 21. juni. Det er første gang Safri Duo samarbejder med produceren Michael Parsberg siden 2003. Singlen blev af den tyske tv-station RTL og schweiziske Schweizer Fernsehen og Télévision Suisse Romande brugt under stationernes dækning af fodbold VM i Sydafrika. "Helele" opnåede i den forbindelse hitlisteplaceringer som #1 i Schweiz, #2 i Tyskland og #8 i Østrig.
I oktober 2010 medvirkede Safri Duo på Michael Parsberg og Isam B-singlen "Mad World", der modtog guld for 15.000 solgte eksemplarer.
I 2013 medvirkede Safri Duo på singlen "Dimitto (Let Go)" af Kato og Peter Bjørnskov, der modtog platin for 1,8 millioner streams. Safri Duo og Kato indledte ligeledes en turné i 2014 hvor de spillede på bl.a. Jelling Musikfestival, Grøn Koncert, og Smukfest.
Morten Friis er søn af John Friis, der i mange år bl.a. var kunstnerisk leder i Tivolis Vise-Vers-Hus. Uffe Savery er søn af pianisten Janne Savery og fysikeren Jens Als-Nielsen.
Den 12. januar 2024 spillede Safri Duo nummeret "Played-A-Live" sammen med Livgardens Tambourkorps på Kongens Nytorv, i forbindelse med Dronning Margrethes abdikation.

## Diskografi

### Studiealbum
- 1990: Turn Up Volume
- 1994: Works for Percussion
- 1995: Lutoslawski, Bartók, Helweg
- 1995: Percussion Transcriptions
- 1996: Goldrush
- 1998: Bach to the Future
- 2001: Episode II
- 2003: 3.0
- 2008: Origins

### Opsamlingsalbum
- 2010: Greatest Hits

### Singler
- 2000: "Played-A-Live (The Bongo Song)"
- 2001: "Samb-Adagio"
- 2001: "Baya Baya"
- 2002: "Sweet Freedom" (featuring Michael McDonald)
- 2003: "Fallin' High"
- 2003: "All the People in the World" (featuring Clark Anderson)
- 2004: "Rise (Leave Me Alone)" (featuring Clark Anderson)
- 2004: "Hvor' vi fra?" (Landsholdet featuring Safri Duo, B-Boys og Birthe Kjær)
- 2004: "Knock on Wood" (featuring Clark Anderson)
- 2008: "Twilight"
- 2010: "Helele" (Velile & Safri Duo)
- 2010: "Mad World" (Michael Parsberg featuring Isam B)
- 2013: "Dimitto (Let Go)" (Kato featuring Bjørnskov)
- 2017: "Zeit der Sommernächte (Oonagh)

### Andre medvirkender
- 1992: Palle Mikkelborg – Anything But Grey (spor 5: "The Naked Facts")
- 1993: Åh Abe (spor 8: "Jeg har fanget mig en myg" / "Lille Peter Edderkop")
- 1994: Pa-Papegøje! (spor 9: "Hønsefødder og gulerødder")
- 2004: Jean Michel Jarre – AERO (spor 15: "Rendez-Vous 4 (Live Version)")